# Coniophanes imperialis
Coniophanes imperialis (чорносмуга змія) — вид змій родини полозових (Colubridae). Мешкає в США, Мексиці і Центральній Америці.

## Підвиди
Виділяють три підвиди:
- Coniophanes imperialis imperialis (Baird, 1859);
- Coniophanes imperialis clavatus (Peters, 1864);
- Coniophanes imperialis copei Hartweg & Oliver, 1938.

## Поширення і екологія
Чорносмугі змії поширені вздовж карибського узбережжя від південного Техасу через східну Мексику до півострова Юкатан), а також на півночі Гватемали, в Белізі, на північному заході Нікарагуа та на тихоокеанських схилах в штаті Оахака. Вони живуть у вологих і сухих тропічних лісах, в саванах, на плантаціях і в садах, трапляються поблизу людських поселень, на висоті до 200 м над рівнем моря.